# آنتاجاوه
آنتاجاوه (به اسپانیایی: Antajave) یک کوه در پرو است که در Peru, Tacna Region واقع شده‌است. آنتاجاوه ۵٬۳۹۰ متر بالاتر از سطح دریا واقع شده‌است.